# Gunvá við Keldu
Gunvá við Keldu (født 1966 i Klaksvík) er en færøsk grafiker og politiker (FF).
Hun har handelseksamen fra Føroya Handilsskúli 1988–1990 og er uddannet grafiker fra Den Grafiske Højskole i Danmark 1998–2000. Hun arbejdede som grafisk designer ved avisen Dimmalætting 1995–1998 og i dag ejer af firmaet Vasti/Estra.
Gunvá við Keldu har siddet i kommunalbestyrelsen i Klaksvíkar kommuna for Fólkaflokkurin siden 1. januar 2005, og var borgmester fra 1. januar 2009 til 31. desember 2012. Fra 2011-13 var hun desuden formand for Kommunusamskipan Føroya.
Gunvá við Keldu er datter af Jógvan við Keldu.